# Couvent des Cordeliers de Castres
Pour les articles homonymes, voir Couvent des Cordeliers et Cordeliers.
Le couvent des Cordeliers de Castres est un monument religieux franciscain construit à partir du xiiie siècle. Cet édifice est situé dans la ville de Castres, dans le Tarn.

## Historique
La construction du couvent est estimée dater de la première moitié du xiiie siècle, entre la fondation de l'ordre en 1227 et 1252. Cette date figure dans la signature de l'épitaphe qu'Isabelle de France, sœur de Saint Louis, a fait inscrire sur le caveau qu'elle fit construire pour son amie Armoise de Lautrec.
Construit à l'origine à l'extérieur de la cité castraise, l'agrandissement des remparts de la ville vers 1373-1380 le place alors à l'intérieur, en bordure de l'enceinte.
Castres est prise par les protestants en 1562 dont la région est un haut lieu de la réforme. Le couvent est détruit en 1574 puis reconstruit en 1634, avant d'être finalement vendu à la Révolution en 1791.

## Vestiges et protection
La plupart des bâtiments du couvent ont été détruits au cours du temps. Il ne reste de nos jours que la chapelle et le clocher qui sont inclus dans le collège Jean-Jaurès, qui s'étend en grande partie l'emplacement de l'ancien couvent. Ces deux éléments ont fait l'objet d'une étude en 1982.
Le clocher a été inscrit au titre des monuments historiques par l'arrêté du 22 mars 1973, sous le nom de tour des Cordeliers.
Lors de la construction de la Maison Commune Emploi Formation, des fouilles préventives ont été menées. Elles ont permis de mettre en évidence la partie septentrionale du couvent, notamment le cimetière.